# Giebelstadt
Giebelstadt è un comune tedesco di 4 551 abitanti, situato nel Land della Baviera.
È gemellato con Pianiga, un comune italiano situato nella città metropolitana di Venezia.
Ha un aeroporto inaugurato durante il regime nazista da Hitler nel 1936 dove operarono gli Heinkel 111 e ME 262 . Fu abbondantemente bombardato e nel 1945 fu occupato dalla 9th Armored division e poi utilizzato come base d'appoggio per l'esercito Usa.
A seguito di un accordo tra gli Stati Uniti D America e il governo locale, nel 2001 l'aeroporto è entrato in gestione civile .Operano voli privati e voli charter.
Funziona a collegamento per la famosa fabbrica di yacht di lusso Bavaria Yachts che ha un altro stabilimento anche in Francia dove produce catamarani.
La Bavaria Yachts è di investitori americani.